# Randwettbewerb
Unter Randwettbewerb versteht man in der Ökonomie einen Wettbewerb mit einem dominanten Anbieter und kleinen Konkurrenten („Randwettbewerber“).

## Annahmen
Der dominante Anbieter hat wegen seiner Größe gewisse Kostenvorteile. Im Gegensatz zu einer Monopolsituation muss der dominante Wettbewerber jedoch die kleinen Anbieter bei seiner Preispolitik berücksichtigen, die den Marktpreis letztlich als Datum nehmen.

## Konsequenzen
Es ist mit einer Marktaufteilung zu rechnen. Die Wohlfahrt ist zwar geringer als bei vollständiger Konkurrenz, jedoch größer als in einem Monopol. Zudem kann mit einer gewissen Produktvielfalt gerechnet werden.